# 26. јул
26. јул (26.07.) је 207. дан године по грегоријанском календару (208. у преступној години). До краја године има још 158 дана.

## Догађаји
- 811 — Бугари под каном Крумом су у бици код Плиске нанели тежак пораз Византинцима под царем Нићифором I, који је тада погинуо.
- 1815-Одиграо се бој на Дубљу, у ком су устаници под водством Милоша Обреновића потукли војску Ибрахим Марјаш-паше из Никшића
- 1847 — Либерија, држава ослобођених америчких робова који су се доселили у Африку, постала прва независна република у Африци.
- 1817 — У Радовањском лугу код Велике Плане у зору, убијен је вођа Првог српског устанка Ђорђе Петровић Карађорђе.
- 1822— Почетак битке код Дервенакије, у којој су грчки револуционари предвођени Теодорисом Колокотронисом победили Отоманске снаге Махмуд Драмали паше.
- 1858 — Лајонел Ротшилд постао први Јеврејин члан доњег дома британског парламента.
- 1887 — Излази прва књига о Есперанту Лудвика Заменхофа
- 1909 — Покушај Владе Шпаније да у Каталонији мобилише резервисте за борбе у Мароку довео до устанка у Барселони, који је крваво угушен.
- 1941 — Председник САД Френклин Делано Рузвелт „замрзао“ сву јапанску имовину у САД и тиме обуставио америчко-јапанску трговину.
- 1945 — На парламентарним изборима у Уједињеном Краљевству победили лабуристи и њихов лидер Клемент Атли на месту премијера заменио Винстона Черчила.
- 1950 — Амерички војници, током Корејског рата, починили масакр над стотинама ненаоружаних избеглица у селу Но Гун Ри.
- 1953 — Нападом на касарну „Монкада“ у граду Сантијаго де Куба, Фидел Кастро почео борбу против режима диктатора Фулгенсија Батисте.
- 1956 — Египатски председник Гамал Абдел Насер национализовао Суецки канал, који је био под контролом англо-француске компаније.
- 1963 — У земљотресу у главном граду Македоније, Скопљу, погинуло више од 1.000 људи, а град разрушен.
- 1965 — Малдивска острва у Индијском океану, британски протекторат од 1887, стекла независност.
- 1974 — Константин Караманлис формирао прву цивилну владу после седмогодишњег војног режима у Грчкој.
- 1995 — Перу и Еквадор се споразумели о демилитаризованој зони од око 500 km² у пограничном амазонском подручју, окончавши једномесечан рат.
- 1999 — Окончан Каргилски рат.
- 2001 — Хашки трибунал отпечатио оптужницу против пензионисаног генерала Војске Хрватске Анте Готовине, који је окривљен за злочине над Србима за време и после операције „Олуја“ 1995. у Крајини, у Хрватској. Готовина од тада у бекству.
- 2002 — У Хашком трибуналу саопштено да је пензионисани адмирал ЈНА Милан Зец, у недостатку доказа, ослобођен оптужби за ратне злочине у околини Дубровника 1991.

## Рођења
- 1856 — Џорџ Бернард Шо, енглески књижевник и драматург, добитник Нобелове награде за књижевност (1925). (прем. 1950)
- 1875 — Карл Густав Јунг, швајцарски психијатар и психоаналитичар, зачетник аналитичке психологије. (прем. 1961)
- 1878 — Ернст Хопенберг, немачки пливач и ватерполиста. (прем. 1937)
- 1894 — Олдус Хаксли, енглески књижевник и филозоф. (прем. 1963)
- 1922 — Блејк Едвардс, амерички редитељ, сценариста и продуцент. (прем. 2010)
- 1928 — Стенли Кјубрик, амерички редитељ, сценариста, продуцент и фотограф. (прем. 1999)
- 1935 — Марко Марковић, српски спортски новинар. (прем. 2011)
- 1940 — Звонимир Петричевић, хрватски кошаркаш. (прем. 2009)
- 1943 — Мик Џегер, енглески музичар, глумац и филмски продуцент, најпознатији као суоснивач и певач групе The Rolling Stones.
- 1945 — Хелен Мирен, енглеска глумица.
- 1945 — Станиша Стошић, српски певач. (прем. 2008)
- 1949 — Роџер Тејлор, енглески музичар, најпознатији као бубњар групе Queen.
- 1952 — Бела Балинт, српски хематолог, академик и редовни члан Српске академије наука и уметности.[1]
- 1953 — Феликс Магат, немачки фудбалер и фудбалски тренер.
- 1954 — Витас Герулајтис, литванско-амерички тенисер. (прем. 1994)
- 1959 — Кевин Спејси, амерички глумац, продуцент и певач.
- 1963 — Мирко Влаховић, црногорски глумац.
- 1964 — Сандра Булок, америчка глумица.
- 1966 — Анђело ди Ливио, италијански фудбалер.
- 1967 — Џејсон Стејтам, енглески глумац и продуцент.
- 1968 — Оливија Вилијамс, енглеска глумица.
- 1973 — Кејт Бекинсејл, енглеска глумица.
- 1974 — Сем Бим (Iron & Wine), амерички музичар.
- 1975 — Лиз Трас, британска премијерка.
- 1976 — Зоран Кесић, српски новинар, комичар и ТВ водитељ.
- 1977 — Ребека Сент Џејмс, аустралијска музичарка, глумица и књижевница.
- 1979 — Владан Савић, црногорски фудбалер.
- 1981 — Маикон, бразилски фудбалер.
- 1983 — Делонте Вест, амерички кошаркаш.
- 1985 — Гаел Клиши, француски фудбалер.
- 1988 — Франсија Раиса, америчка глумица.
- 1991 — Немања Г. Милетић, српски фудбалер.
- 1993 — Елизабет Гилис, америчка глумица и певачица.
- 1993 — Тејлор Момсен, америчка музичарка, глумица и модел.
- 2005 — Ангелина Топић, српска атлетичарка (скок увис).

## Смрти
- 1815 — Милић Дринчић, устанички војвода у Првом српском устанку.
- 1817 — Карађорђе Петровић, вођа српског устанка против Турака, родоначелник династије Карађорђевић. (рођ. 1762)
- 1863 — Сем Хјустон, амерички државник. (рођ. 1793)
- 1902 — Шарл Дадан, француско-амерички пчелар (рођ. 1817)
- 1952 — Ева Перон, популарна „прва дама“ Аргентине, супруга Хуана Перона.
- 1984 — Џорџ Хорас Галуп, амерички статистичар.
- 1985 — Фреди Перлман, анархиста, писац, теоретичар и музичар. (рођ. 1934)
- 2003 — Џон Шлесинџер, британски редитељ.
- 2006 — Војтех Замаровски, словачки историчар античког света и писац. (рођ. 1919).

## Празници и дани сећања
- Либерија - дан независности
- Малдиви - дан независности
- Мајанска Нова година

Српска православна црква слави
Сабор светог архангела Гаврила